# Saint-Martin-les-Eaux
Pour les articles homonymes, voir Saint-Martin.
Saint-Martin-les-Eaux est une commune française située dans le département des Alpes-de-Haute-Provence en région Provence-Alpes-Côte d'Azur. L'exode rural a été très fort dans cette commune, qui a perdu plus de 80 % de sa population avant de se stabiliser autour de 100 habitants.
Située en limite nord du parc naturel régional du Luberon, la commune est tournée vers l'environnement[réf. nécessaire], notamment la préservation de ses espaces forestiers. Elle développe ses sources d’énergies renouvelables. Son territoire, pour l'essentiel classé en zone naturelle et zone de silence, est formé de monts et ravins, une rivière (le Largue) formant la limite nord. Son socle géologique particulier (gypse, sel gemme) a permis un développement économique spécialisé (extraction du sel et stockage d'hydrocarbures), mais l'agriculture reste présente.

## Géographie

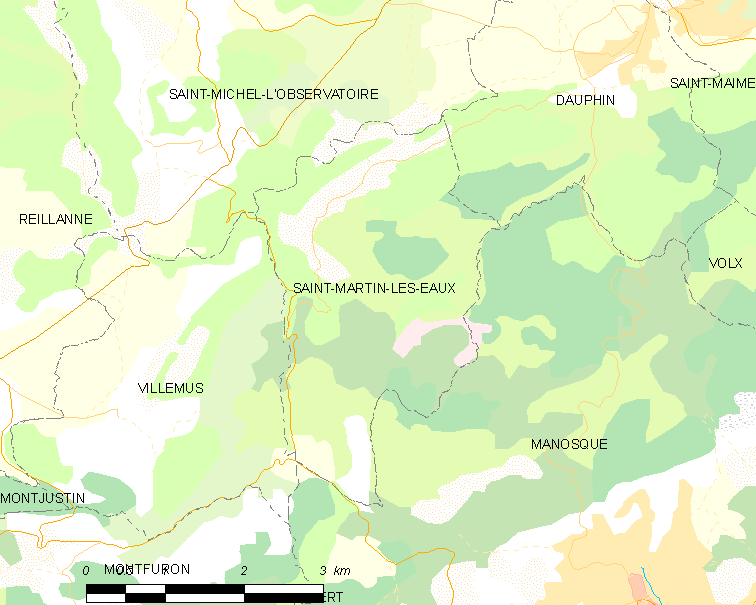
Saint-Martin-les-Eaux et les communes voisines (Cliquez sur la carte pour accéder à une grande carte avec la légende).

Les communes limitrophes de Saint-Martin-les-Eaux sont Saint-Michel-l'Observatoire, Dauphin, Manosque et Villemus.

### Géologie

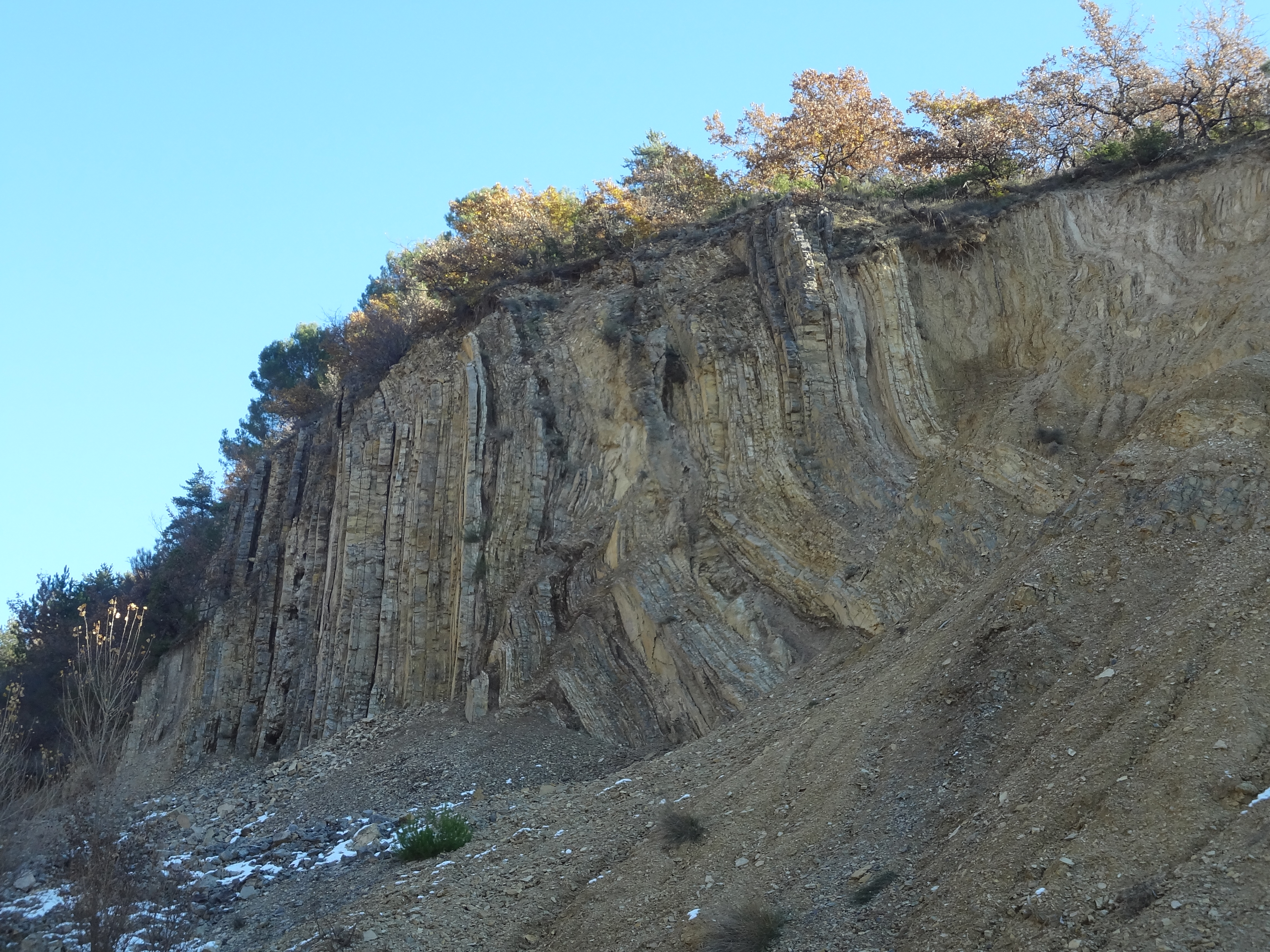
Couches géologiques redressées.

Massif des Alpes et localisation des Monts de Vaucluse.

Saint-Martin-les-Eaux se situe dans le bassin sédimentaire de Manosque-Forcalquier, au nord-ouest de la faille de la Durance. D'origine fluvio-lacustre, il date de l'Oligocène. Cette couche s'organise selon un anticlinal, avec une épaisse couche tertiaire contenant des lignites et du gypse. L'ensemble s'est ouvert par le percement d’un dôme de sel gemme (diapir) datant de l’Oligocène inférieur ou de l’Éocène qui a extrudé au travers de failles de l'anticlinal, durant la deuxième poussée alpine. Ces couches sont enfouies sous une couche de marnes sableuses datant du Sannoisien.
L'ensemble est compris en limite des Monts de Vaucluse, dans le Luberon oriental.

### Relief
Le territoire communal se situe entre les régions naturelles du Massif du Luberon et des Monts de Vaucluse, dans le Luberon oriental, à l'ouest de la vallée de la Durance qui coule vers Aix-en-Provence. Le village est situé à 500 m d’altitude. Sa topographie varie de 395 mètres (vallée de la Largue en limite nord) à 705 mètres (la Blache). Elle s'organise en différents monts et ravins : le ravin de l'Ausselet, le ravin de Coste Longue, le ravin de Piférat, le ravin de l'Agasson.

### Hydrographie
Le Largue traverse la commune au nord.
Deux sources sont présentes dans la commune, l'une sulfureuse, et l'autre saline, ainsi que des bassins et de la pisciculture[réf. nécessaire].

### Climat
Pour des articles plus généraux, voir Climat de Provence-Alpes-Côte d'Azur et Climat des Alpes-de-Haute-Provence.
En 2010, le climat de la commune est de type climat méditerranéen altéré, selon une étude du Centre national de la recherche scientifique s'appuyant sur une série de données couvrant la période 1971-2000. En 2020, Météo-France publie une typologie des climats de la France métropolitaine dans laquelle la commune est dans une zone de transition entre le climat de montagne et le climat méditerranéen et est dans la région climatique Provence, Languedoc-Roussillon, caractérisée par une pluviométrie faible en été, un très bon ensoleillement (2 600 h/an), un été chaud (21,5 °C), un air très sec en été, sec en toutes saisons, des vents forts (fréquence de 40 à 50 % de vents > 5 m/s) et peu de brouillards.
Pour la période 1971-2000, la température annuelle moyenne est de 11 °C, avec une amplitude thermique annuelle de 15,9 °C. Le cumul annuel moyen de précipitations est de 832 mm, avec 6,3 jours de précipitations en janvier et 3,4 jours en juillet. Pour la période 1991-2020, la température moyenne annuelle observée sur la station météorologique de Météo-France la plus proche, « Dauphin », dans la commune de Dauphin à 5 km à vol d'oiseau, est de 12,6 °C et le cumul annuel moyen de précipitations est de 693,2 mm. 
La température maximale relevée sur cette station est de 42,1 °C, atteinte le 28 juin 2019 ; la température minimale est de −16,4 °C, atteinte le 7 février 2012,,.
Les paramètres climatiques de la commune ont été estimés pour le milieu du siècle (2041-2070) selon différents scénarios d'émission de gaz à effet de serre à partir des nouvelles projections climatiques de référence DRIAS-2020. Ils sont consultables sur un site dédié publié par Météo-France en novembre 2022.

### Environnement
La commune compte 320 ha de bois et forêts, soit 35 % de sa superficie.

### Voies de communication et transports
L'autoroute A 51 passe à l'est de la commune (à 14 km en voiture). Celle-ci est desservie par les routes départementales RD 105 et RD 505.
Les accès ferroviaires sont aux gares SNCF à Manosque - Gréoux-les-Bains à 7 km, à La Brillanne-Oraison à 13 km et à Pertuis à 28 km vers Aix-en-Provence et Marseille.
L'orientation et la localisation de Saint-Martin-les-Eaux par rapport à quelques grandes villes françaises sont données dans le tableau suivant. Distance à vol d'oiseau :
| Ville                | Marseille | Nice         | Montpellier  | Lyon       | Toulouse   | Bordeaux   | Strasbourg   | Paris      | Nantes       | Rennes       | Lille      |
| Distance Orientation | 71 km (S) | 125 km (S-E) | 152 km (S-O) | 221 km (N) | 347 km (O) | 515 km (O) | 547 km (N-E) | 614 km (N) | 681 km (N-O) | 741 km (N-0) | 779 km (N) |

### Risques naturels et technologiques

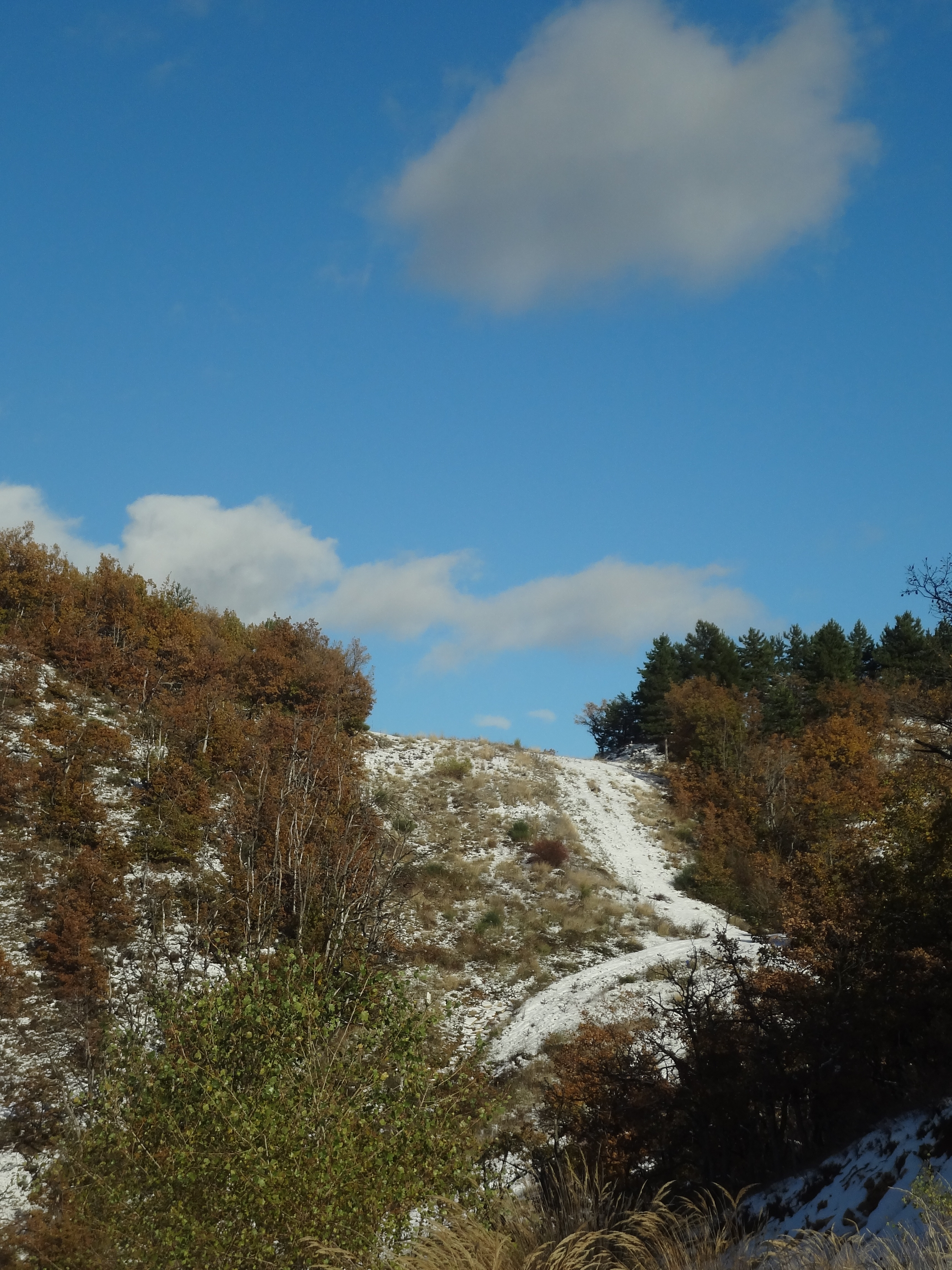
La végétation est rasée sur le passage de Transéthylène.

Aucune des 200 communes du département n'est en zone de risque sismique nul. Le canton de Manosque-Nord auquel appartient Saint-Martin-les-Eaux est en zone 2 (risque moyen) selon la classification déterministe de 1991, basée sur les séismes historiques, et en zone 4 (risque moyen) selon la classification probabiliste EC8 de 2011. La commune de Saint-Martin-les-Eaux est également exposée à trois autres risques naturels :
- feu de forêt ;
- inondation ;
- mouvement de terrain : la commune est presque entièrement concernée par un aléa moyen à fort[19].

La commune de Saint-Martin-les-Eaux est également exposée à plusieurs risques d’origine technologique :
- risque industriel lié à la présence de stockage d’hydrocarbures dans les installations de Géosel-Géométhane, classées Seveso seuil haut[20] ;
- risque lié au transports de matières dangereuses par canalisations[21]. La première canalisation transporte de la saumure et des hydrocarbures de et vers Géosel[22],[23] ; la seconde, Transéthylène, sert à acheminer de l’éthylène et traverse la commune[22],[23],[21].

Aucun plan de prévention des risques naturels prévisibles (PPR) n’existe pour la commune, mais elle est incluse dans le périmètre particulier d'intervention de Géosel-Géométhane, et le Dicrim existe depuis 2011.
La commune a été l’objet de plusieurs arrêtés de catastrophe naturelle, pour des inondations, des glissements de terrain et des coulées de boue en 1990 et 1994. Le seul tremblement de terre qui a été ressenti à Saint-Martin-les-Eaux est celui du 11 juin 1909, avec Lambesc pour épicentre.

## Urbanisme

### Typologie
Au 1er janvier 2024, Saint-Martin-les-Eaux est catégorisée commune rurale à habitat dispersé, selon la nouvelle grille communale de densité à 7 niveaux définie par l'Insee en 2022.
Elle est située hors unité urbaine. Par ailleurs la commune fait partie de l'aire d'attraction de Manosque, dont elle est une commune de la couronne,. Cette aire, qui regroupe 30 communes, est catégorisée dans les aires de 50 000 à moins de 200 000 habitants,.

### Occupation des sols
L'occupation des sols de la commune, telle qu'elle ressort de la base de données européenne d’occupation biophysique des sols Corine Land Cover (CLC), est marquée par l'importance des forêts et milieux semi-naturels (79,6 % en 2018), en diminution par rapport à 1990 (83,9 %). La répartition détaillée en 2018 est la suivante : 
forêts (49,2 %), milieux à végétation arbustive et/ou herbacée (30,4 %), zones agricoles hétérogènes (15,6 %), zones industrielles ou commerciales et réseaux de communication (2,6 %), terres arables (2,2 %).
L'évolution de l’occupation des sols de la commune et de ses infrastructures peut être observée sur les différentes représentations cartographiques du territoire : la carte de Cassini (XVIIIe siècle), la carte d'état-major (1820-1866) et les cartes ou photos aériennes de l'IGN pour la période actuelle (1950 à aujourd'hui).

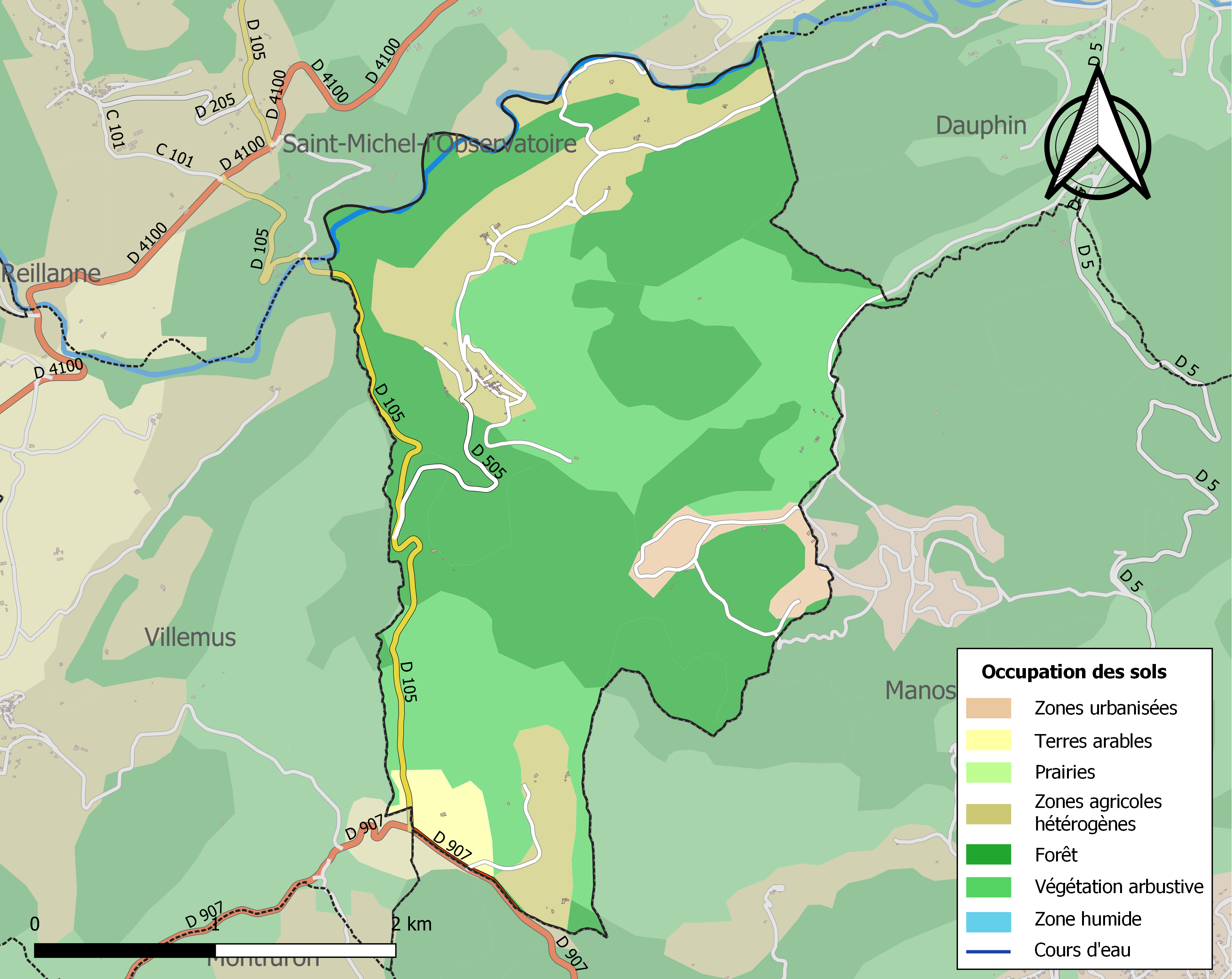
Carte de l'occupation des sols de la commune en 2018 (CLC).

## Toponymie
Le toponyme le Castelas, au sud du village, fait référence à une motte castrale.
Le village s'appelait Sancti Martini de Paracollis au XIe siècle, puis Saint-Martin-de-Renacas au XIIIe siècle et Saint-Martin-d’Arnagas au XVIe siècle. Il devient ensuite Saint-Martin-le-Charbonnier.
Durant la Révolution française, la commune, pour suivre le décret de la Convention du 25 vendémiaire an II invitant les communes ayant des noms pouvant rappeler les souvenirs de la royauté, de la féodalité ou des superstitions, à les remplacer par d'autres dénominations, changea son nom pour Mont-Martin et Mont-Renacas. Après la Révolution, la commune est appelée Saint-Martin-de-Renacas jusqu'en 1892. L’exploitation des eaux sulfureuses pour des cures thermales justifia son nouveau nom de Saint-Martin-les-Eaux.

## Histoire

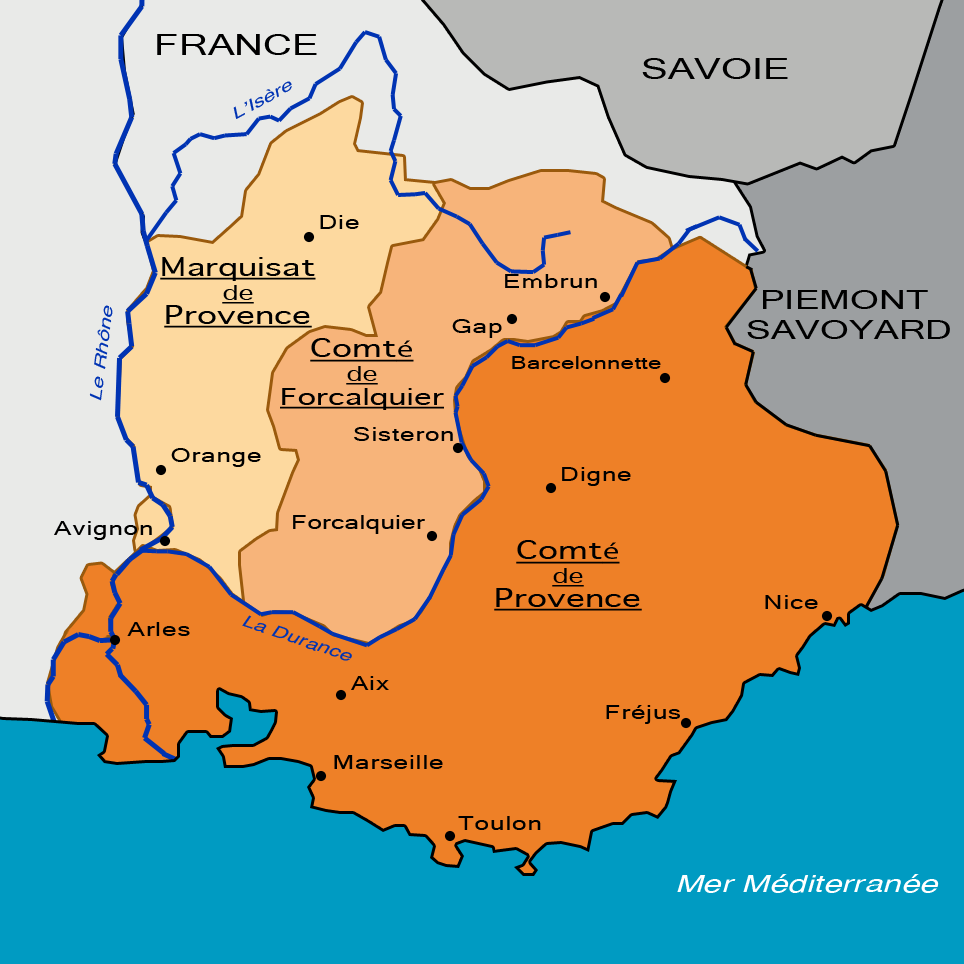
En 1125, le territoire fait partie du comté de Forcalquier.

### Préhistoire et Antiquité
Le territoire de la commune est fréquenté à l’époque néolithique, voire chalcolithique, l’essentiel des découvertes archéologiques datant des Ve, IVe et IIIe millénaire av. J.-C..
Dans l’Antiquité, le territoire de Saint-Martin fait partie de celui des Sogiontiques (Sogiontii), dont le territoire s’étend du sud des Baronnies à la Durance. Les Sogiontiques sont fédérés aux Voconces, et après la conquête romaine, ils sont rattachés avec eux à la province romaine de Narbonnaise. Au IIe siècle, ils sont détachés des Voconces et forment une civitas distincte, avec pour capitale Segustero (Sisteron). L’époque gallo-romaine est attestée par un four de potier et par le site des Passaïres (atelier de potier fabricant des amphores vinaires), à cheval sur la commune de Manosque. Ce site permet d'établir que la production de vin était importante dans la région, et que la zone de Manosque était, grâce à la proximité de la voie Domitienne, fortement intégrée à l'Empire romain et fortement pénétrée de ses modes de vie.

### Moyen Âge
Alors que le sud-est de la Gaule était une terre burgonde, le roi des Ostrogoths Théodoric le Grand fait la conquête de la région entre la Durance, le Rhône et l’Isère en 510. La commune dépend donc brièvement à nouveau de l’Italie, jusqu’en 526. En effet, pour se réconcilier avec le roi burgonde Gondemar III, la régente ostrogothe Amalasonthe lui rend ce territoire.
Au XIe siècle, une motte castrale est élevée au lieu-dit Le Castelas,,. Situé sur un petit éperon barré d'un fossé de 8 m de largeur, à environ 300 m de l'église, le château ne réussit pas à attirer la population, qui se fixe autour de l'église.
Le territoire fait partie du comté de Forcalquier en 1125 (XIIe siècle). L’église et ses revenus relèvent dès le XIe siècle du prieuré de Carluc,, le fief est acheté par la famille des Laincel (XIIIe – XVIIe siècle). La communauté relève de la viguerie de Forcalquier. Le fief de Renacas relevait du comté de Forcalquier au XIIe siècle. Lorsque ce comté perd son indépendance en 1209, à la mort de Guillaume II, un de ses neveux, Guillaume de Sabran tente de le relever. Après une lutte de dix ans, il passe un accord à Meyrargues le 29 juin 1220 avec Raimond Bérenger IV, comte de Provence et lui aussi héritier du comté de Forcalquier. Par cet accord, la moitié sud du comté, dont Renacas, lui est donnée. Guillaume de Sabran conserve sa moitié de comté jusqu'à sa mort, vers 1250.
Georges de Launcello, damoiseau, puis chevalier, originaire de Forcalquier, baile de Sisteron (1345-1366), fut probablement le seigneur de Saint-Martin-de-Renacas, signalé par M.-Z. Isnard, en 1351.

### Révolution française
Durant la Révolution, la commune de Saint-Martin-de-Renacas compte une société patriotique, créée après la fin de 1792.

### Époque contemporaine

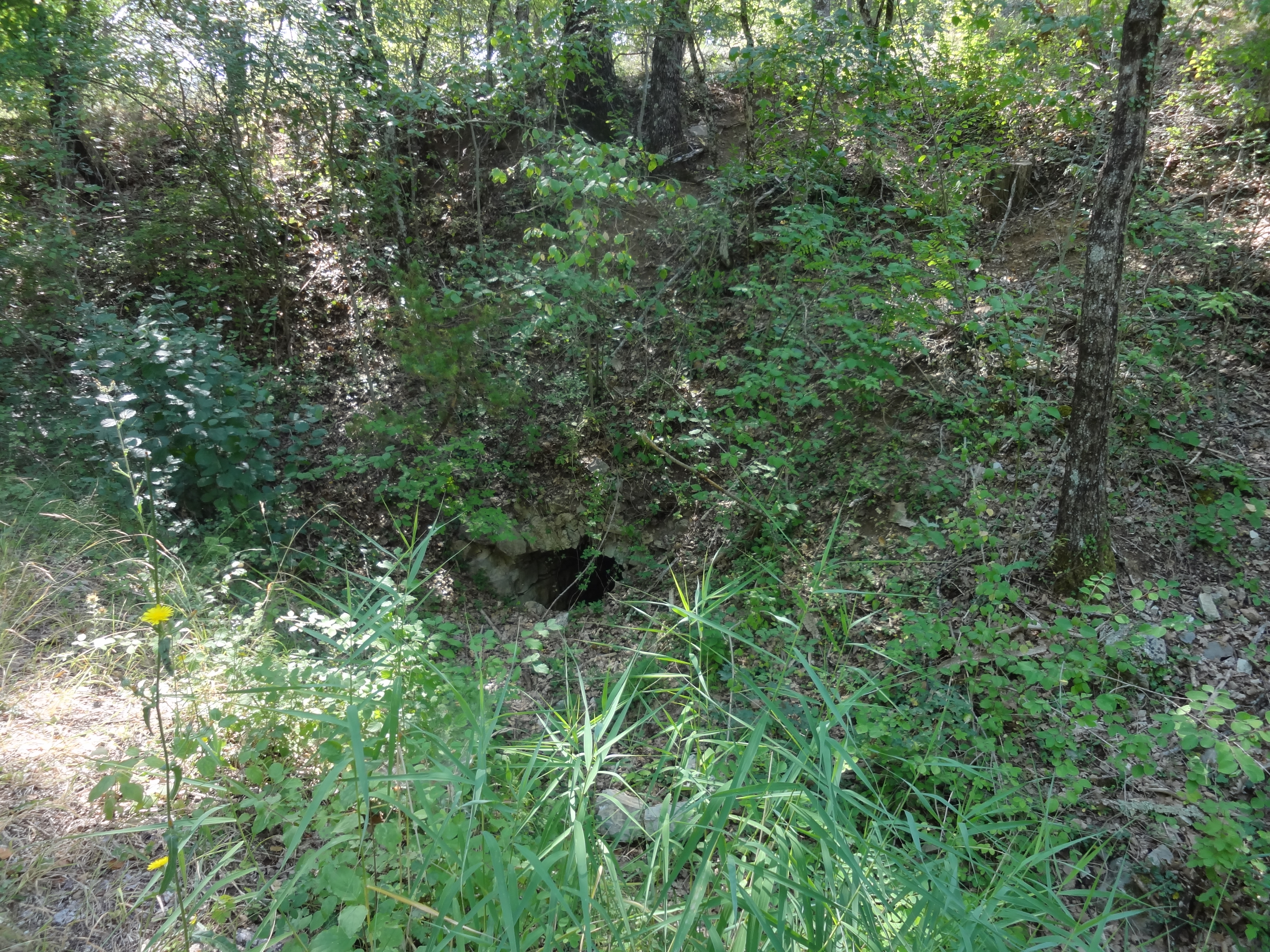
Les vestiges de l’aménagement de la fontaine sulfureuse.

Au cours du XIXe siècle, de nouvelles activités économiques se développent : exploitation de mines de gypse, de lignite, et en 1880, la source d’eaux sulfureuses est aménagée.
Son exploitation est autorisée en 1884, et ses eaux sont commercialisées sous différents noms (Eau de Renacas en 1903, puis du Château, puis Huguette à partir de 1933). Gustave Arnoux, propriétaire de l'établissement, avait construit cinq douches, une chaudière et une buvette. L’eau froide sulfurée de la source Huguette, d’un débit d’environ 12 litres par minute, était amenée par une conduite, puis chauffée pour alimenter les douches. Après une vingtaine d’années d’exploitation sommaire l’autorisation n’a pas été renouvelée. L’activité cesse définitivement le 6 mai 1942.
Cependant, les habitants de la région ont conservé l’habitude de boire l’eau de la source Huguette.

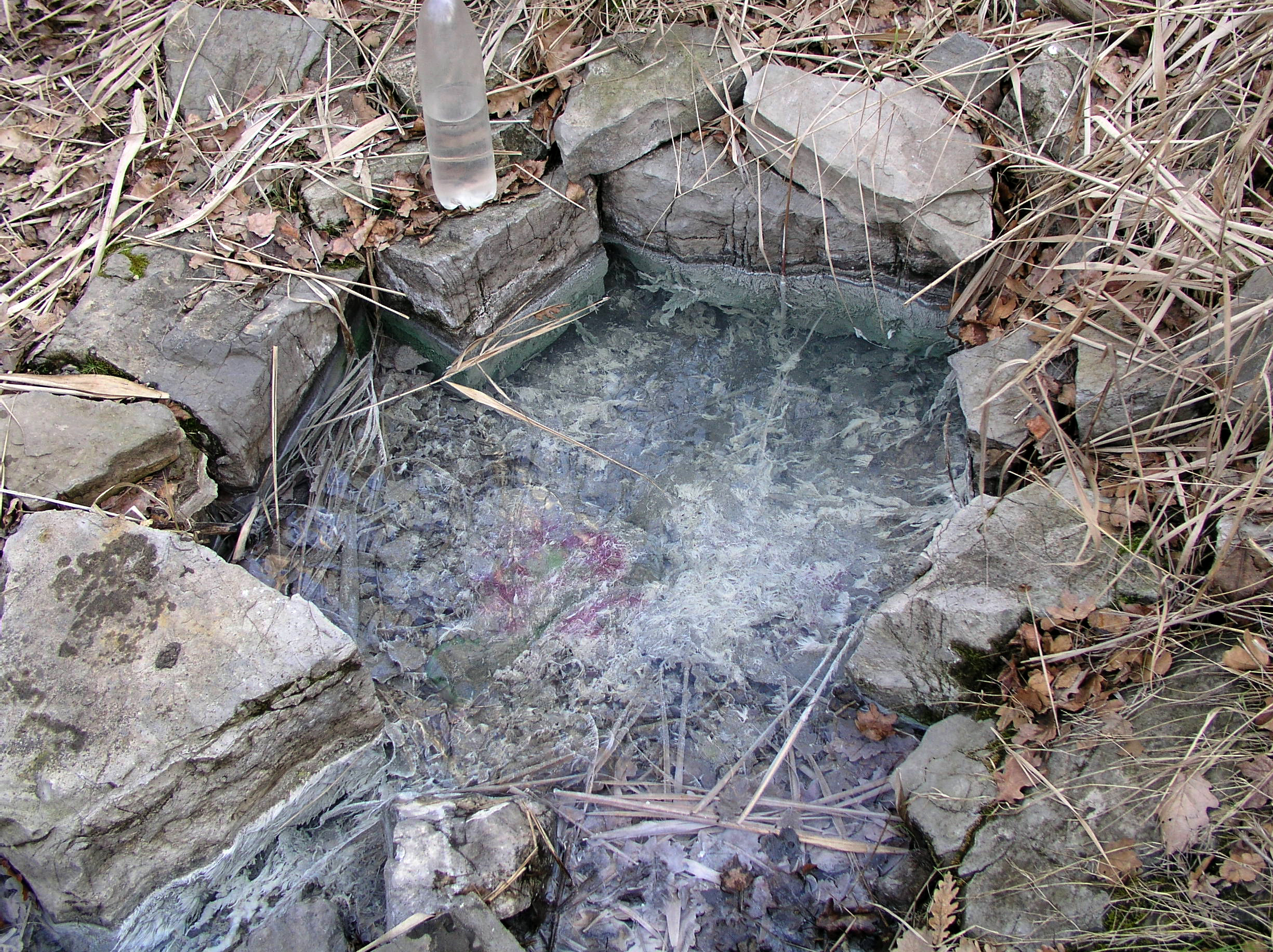
La source Huguette.

Comme de nombreuses communes du département, Saint-Martin-de-Renacas se dote d’une école bien avant les lois Ferry : en 1863, elle en possède déjà une qui dispense une instruction primaire aux garçons, au chef-lieu. Aucune instruction n’est donnée aux filles : ni la loi Falloux (1851), qui impose l’ouverture d’une école de filles aux communes de plus de 800 habitants, ni la première loi Duruy (1867), qui abaisse ce seuil à 500 habitants, ne concernent Saint-Martin-de-Renacas. Ce n’est qu’avec les lois Ferry que les filles de Saint-Martin-de-Renacas sont régulièrement scolarisées.
En 1892, la commune abandonne le nom de Saint-Martin-de-Renacas pour se renommer Saint-Martin-les-Eaux.
Comme toute la France, Saint-Martin-les-Eaux compte des hommes morts au front durant la Première Guerre mondiale. De plus, un exode rural massif se produit de plus durant un siècle, de 1866 à 1968. La population est ainsi divisée par 6.
Durant la Seconde Guerre mondiale, le département est occupé par l'Italie en de novembre 1942 à septembre 1943, puis par l'Allemagne nazie jusqu'en août 1944. Le débarquement de Provence ainsi que différents bombardements permettent une libération rapide de la zone.
Jusqu’au milieu du XXe siècle, la vigne était cultivée à Saint-Martin-les-Eaux. Le vin produit était destiné à l’autoconsommation. Cette culture est aujourd’hui abandonnée.
Une carrière de gypse et une mine de lignite sont exploitées dans les années 1960. Comptant seulement une trentaine d'habitants, la commune fusionne avec Manosque en 1974, puis s’en détache en 1980.
Au début du XXIe siècle, la commune se tourne vers la préservation de l'environnement, avec le développement d'énergies renouvelables et d'actions visant à des économies d'énergie.

## Politique et administration

### Administration municipale
De par sa population, la commune dispose d'un conseil municipal de 11 membres (article L2121-2 du Code général des collectivités territoriales). Lors du scrutin de 2008 il n’y eut qu’un seul tour avec une participation de 96,47 %. Michèle Crouhy a obtenu 44 voix soit 53,65 % des suffrages exprimés et a ensuite été élue maire par le conseil municipal.

### Liste des maires
L'élection du maire est la grande innovation de la Révolution de 1789. De 1790 à 1795, les maires sont élus au suffrage censitaire pour 2 ans. De 1795 à 1800, il n’y a pas de maires, la commune se contente de désigner un agent municipal qui est délégué à la municipalité de canton.
En 1799-1800, le Consulat revient sur l'élection des maires, qui sont désormais nommés par le pouvoir central. Ce système est conservé par les régimes suivants, à l'exception de la Deuxième République (1848-1851). Après avoir conservé le système autoritaire, la Troisième République libéralise par la loi du 5 avril 1884 l'administration des communes : le conseil municipal, élu au suffrage universel, élit le maire en son sein.
| Période                                  | Période                       | Identité         | Étiquette | Qualité     |
| ---------------------------------------- | ----------------------------- | ---------------- | --------- | ----------- |
| mai 1945                                 |                               | Gabriel Giraud   |           |             |
|                                          |                               |                  |           |             |
| avant 2005                               | mars 2008                     | Francis Philip   |           |             |
| mars 2008                                | 2014                          | Michèle Crouhy   |           |             |
| avril 2014                               | En cours (au 21 octobre 2014) | Stéphane Delrieu | DVG       | Agriculteur |
| Les données manquantes sont à compléter. |                               |                  |           |             |

### Intercommunalité
Saint-Martin-les-Eaux fait partie :
- de 1992 à 2017, de la Communauté de communes de Haute-Provence ;
- depuis le 1er janvier 2017, de la communauté de communes Haute-Provence Pays de Banon.

### Instances administratives et juridiques
Saint-Martin-les-Eaux est une des trois communes du canton de Manosque-Nord qui totalise 12 240 habitants en 2006. Le canton fait partie de l'arrondissement de Forcalquier depuis le 17 février 1800 et de la deuxième circonscription des Alpes-de-Haute-Provence. Saint-Martin-les-Eaux fait partie du canton de Manosque-Nord depuis 1973 après avoir fait partie du canton de Reillanne de 1793 à 1973. Saint-Martin-les-Eaux fait partie de la juridiction d’instance et prud'hommale de Manosque, et de grande instance de Digne-les-Bains.

### Fiscalité
| Taxe                                        | Part communale | Part intercommunale | Part départementale | Part régionale |
| ------------------------------------------- | -------------- | ------------------- | ------------------- | -------------- |
| Taxe d'habitation                           | 8,76 %         | 30,30 %             | 5,53 %              | 0,00 %         |
| Taxe foncière sur les propriétés bâties     | 16,45 %        | 8,94 %              | 14,49 %             | 2,36 %         |
| Taxe foncière sur les propriétés non bâties | 29,22 %        | 31,69 %             | 47,16 %             | 8,85 %         |
| Taxe professionnelle                        | 11,34 %        | 6,37 %              | 10,80 %             | 3,84 %         |

La part régionale de la taxe d'habitation n'est pas applicable.
La taxe professionnelle est remplacée en 2010 par la cotisation foncière des entreprises portant sur la valeur locative des biens immobiliers et par la contribution sur la valeur ajoutée des entreprises (les deux formant la contribution économique territoriale qui est un impôt local instauré par la loi de finances pour 2010).

### Environnement
La commune est située dans le parc naturel régional du Luberon. La commune est l'un des soixante-dix-sept membres du parc naturel régional du Luberon, parc qui s'étend, de Cavaillon à l'ouest jusqu'à la Durance à l'est, sur deux départements et quatre-vingt-cinq communes et 185 145 hectares.
Vers le sud, le Luberon domine le bassin de la Durance et le pays d'Aigues.

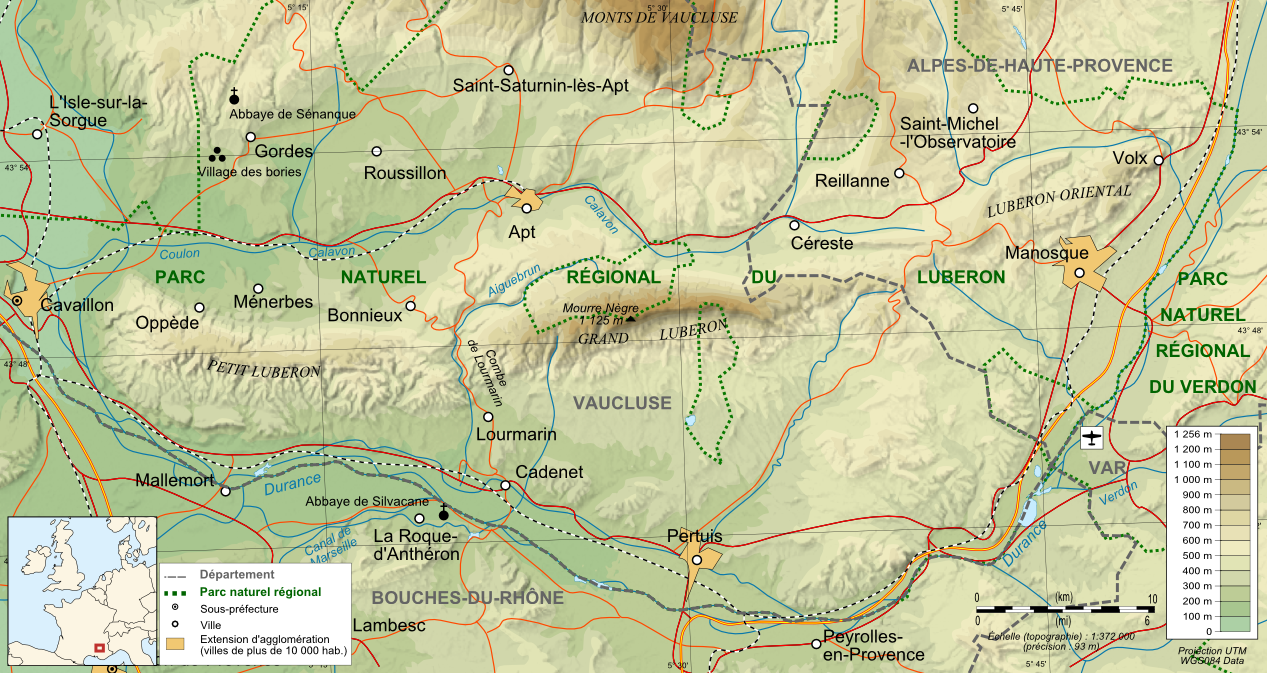
Le Luberon oriental, à l'est du Parc naturel régional du Luberon.

84,5 % du territoire est en zone naturelle, des forêts en majorité (forêt domaniale de Pélissier). Une grande partie de la commune (à l'exclusion du nord-ouest) est incluse dans la ZNIEFF (Zone naturelle d'intérêt écologique, faunistique et floristique) de type 2 « Versant du Grand Luberon » (8 385 ha au total). Il existe également une zone de nature et de silence d'une superficie de 673 ha.
La commune a obtenu un prix en 2005, 2006 et 2010 pour ses trois installations photovoltaïques mises en service en 2002 et 2005. La production totale d'électricité est de 38 kWc (soit 20 % de la consommation communale). En 1990, la commune a également installé une chaufferie centrale au bois de 120 kW pour la mairie, quatre appartements et un atelier d’artiste. Elle est enfin passée à l'éclairage public par diode, à la suite d'une étude du Parc.

## Population et société

### Démographie
Le nom des habitants de Saint-Martin-les-Eaux est Saint-Martinois,.
L'évolution du nombre d'habitants est connue à travers les recensements de la population effectués dans la commune depuis 1765. Pour les communes de moins de 10 000 habitants, une enquête de recensement portant sur toute la population est réalisée tous les cinq ans, les populations de référence des années intermédiaires étant quant à elles estimées par interpolation ou extrapolation. Pour la commune, le premier recensement exhaustif entrant dans le cadre du nouveau dispositif a été réalisé en 2008.
En 2022, la commune comptait 123 habitants, en évolution de +6,96 % par rapport à 2016 (Alpes-de-Haute-Provence : +2,84 %, France hors Mayotte : +2,11 %).
| 1765 | 1793 | 1800 | 1806 | 1821 | 1831 | 1836 | 1841 | 1846 |
| ---- | ---- | ---- | ---- | ---- | ---- | ---- | ---- | ---- |
| 104  | 132  | 124  | 167  | 124  | 147  | 179  | 188  | 170  |

| 1851 | 1856 | 1861 | 1866 | 1872 | 1876 | 1881 | 1886 | 1891 |
| ---- | ---- | ---- | ---- | ---- | ---- | ---- | ---- | ---- |
| 174  | 180  | 171  | 186  | 170  | 187  | 173  | 158  | 182  |

| 1896 | 1901 | 1906 | 1911 | 1921 | 1926 | 1931 | 1936 | 1946 |
| ---- | ---- | ---- | ---- | ---- | ---- | ---- | ---- | ---- |
| 191  | 197  | 139  | 118  | 89   | 97   | 50   | 76   | 53   |

| 1954 | 1962 | 1968 | 1982 | 1990 | 1999 | 2006 | 2008 | 2013 |
| ---- | ---- | ---- | ---- | ---- | ---- | ---- | ---- | ---- |
| 43   | 53   | 31   | 37   | 69   | 104  | 100  | 99   | 114  |

| 2018 | 2022 | - | - | - | - | - | - | - |
| ---- | ---- | - | - | - | - | - | - | - |
| 113  | 123  | - | - | - | - | - | - | - |

| 1315  | 1471     |
| ----- | -------- |
| 1 feu | inhabité |

L'histoire démographique de Saint-Martin-les-Eaux, après la saignée des XIVe et XVe siècles et le long mouvement de croissance jusqu'au début du XIXe siècle, est marquée par une période d'« étale » où la population reste relativement stable à un niveau élevé. Cette période dure tout le siècle, cas unique pour le département, et ne s'interrompt qu'après 1901. L'exode rural commence donc tardivement à Saint-Martin, mais provoque un mouvement de recul démographique très rapide. En vingt ans, la commune perd la moitié de sa population du maximum historique de 1901. De plus, le mouvement de recul se prolonge tardivement, jusqu'aux années 1980, avant de s'inverser. La commune a retrouvé le niveau de 50 % du maximum historique.

### Enseignement
La commune ne dispose ni d'école maternelle ni d'école primaire. Les élèves vont à l’école publique primaire de Dauphin ou de Saint-Michel-l’Observatoire puis sont affectés au collège Le Mont d’Or à Manosque,. Ensuite les lycéens vont à Manosque, soit au lycée polyvalent Les Iscles soit au lycée Félix-Esclangon.

### Cultes
La paroisse est rattachée à un groupe inter-paroissial qui comprend Aubenas-les-Alpes, Céreste, Dauphin, Lincel, Mane, Montfuron, Montjustin, Oppedette, Reillanne, Sainte-Croix-à-Lauze, Saint-Maime, Saint-Martin-les-Eaux, Saint-Michel-l'Observatoire, Vachères et Villemus. Le culte est célébré alternativement dans les églises de ces quinze communes.
L'église possède depuis 1986 une association loi de 1901 "Association pour les intérêts de l'église et des vieilles pierres" (AIES).http://www.les-vieilles-pierres-st-martin-les-eaux.com/

## Économie
L'économie communale est basée sur l'agriculture et l’exploitation des ressources géologiques, complétées par quelques activités économiques locales et touristiques.

### Agriculture
L'activité agricole utilisait en 1999 135 ha, soit 14,5 % du territoire communal. Elle est orientée vers l'élevage ovin, caprin, bovin, équin, ainsi que vers la polyculture et l'exploitation forestière.
Les agriculteurs de la commune de Saint-Martin-les-Eaux ont droit à trois labels appellation d'origine contrôlée (AOC), dont le banon et à neuf labels indication géographique protégée (IGP) (petit épeautre, miel de Provence, agneau de Sisteron).
La culture de l’olivier est pratiquée dans la commune depuis des siècles, tout en étant limitée à des surfaces restreintes. Le terroir de la commune se situe en effet à la limite altitudinale de l’arbre, qui ne peut que difficilement être exploité au-delà des 650 mètres. L’oliveraie de Saint-Martin-les-Eaux occupait moins de 10 hectares au début du XIXe siècle, et compte actuellement plusieurs milliers de pieds exploités. L’huile produite à partir des olives récoltées dans la commune bénéficie des AOC huile d’olive de Provence et huile d’olive de Haute-Provence.
Parmi les labels couvrant la commune, ceux concernant le vin (alpes-de-haute-provence (IGP) blanc, rouge et rosé et VDP de Méditerranée blanc, rouge et rosé) ne sont pas utilisés, la vigne n’étant pas cultivée pour une production commerciale dans la commune.

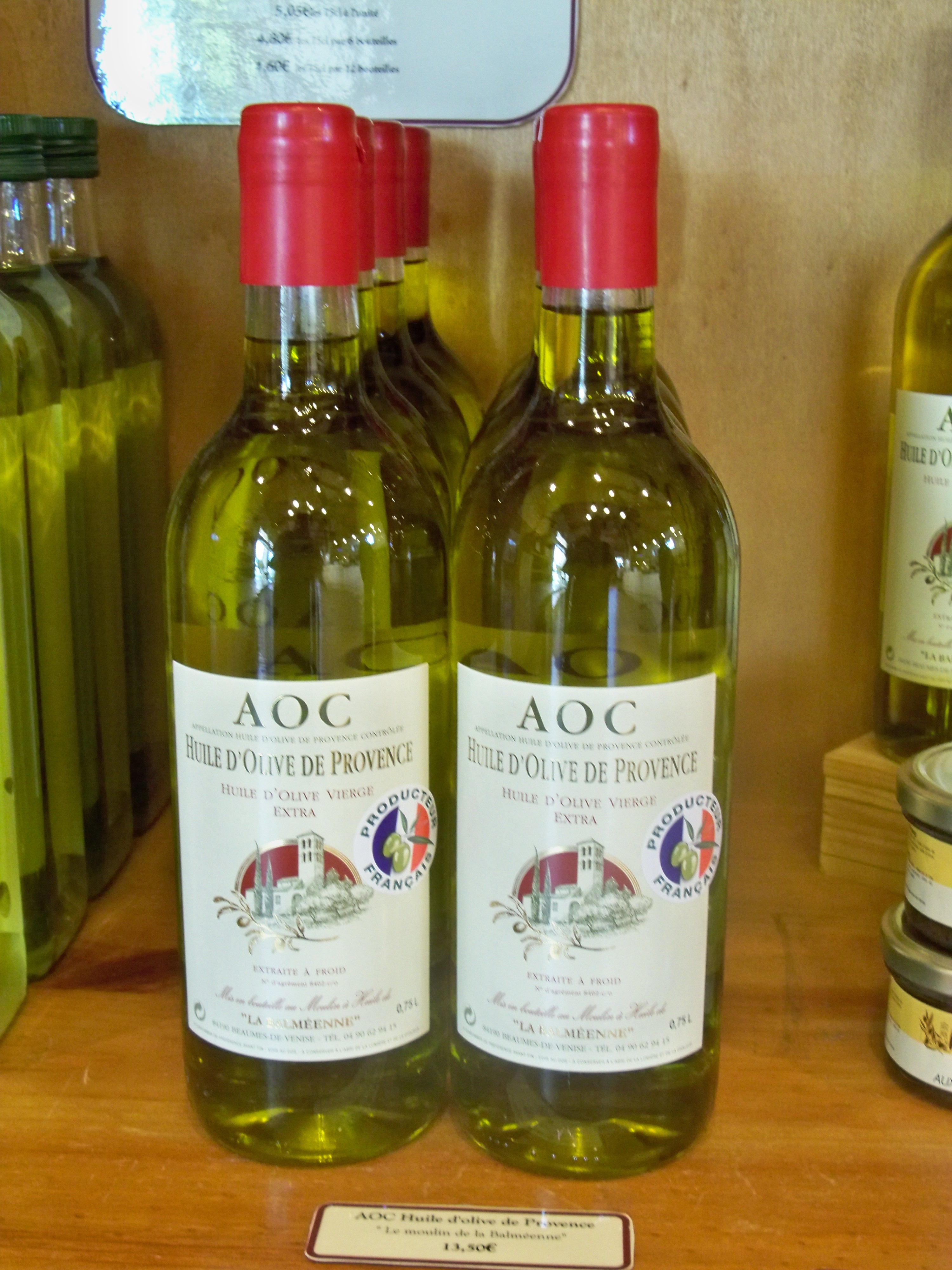
Huile de Provence AOC.
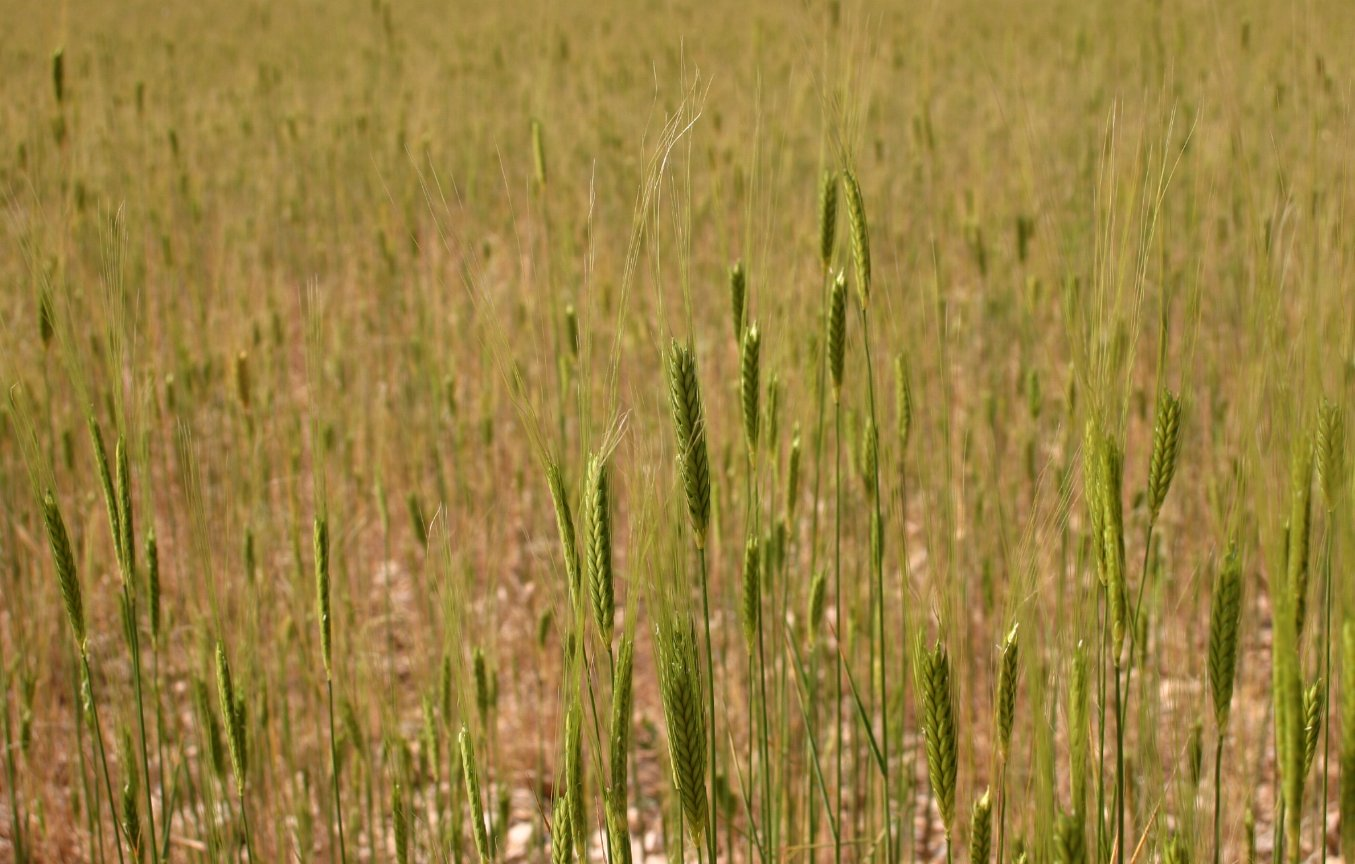
Petit épeautre.
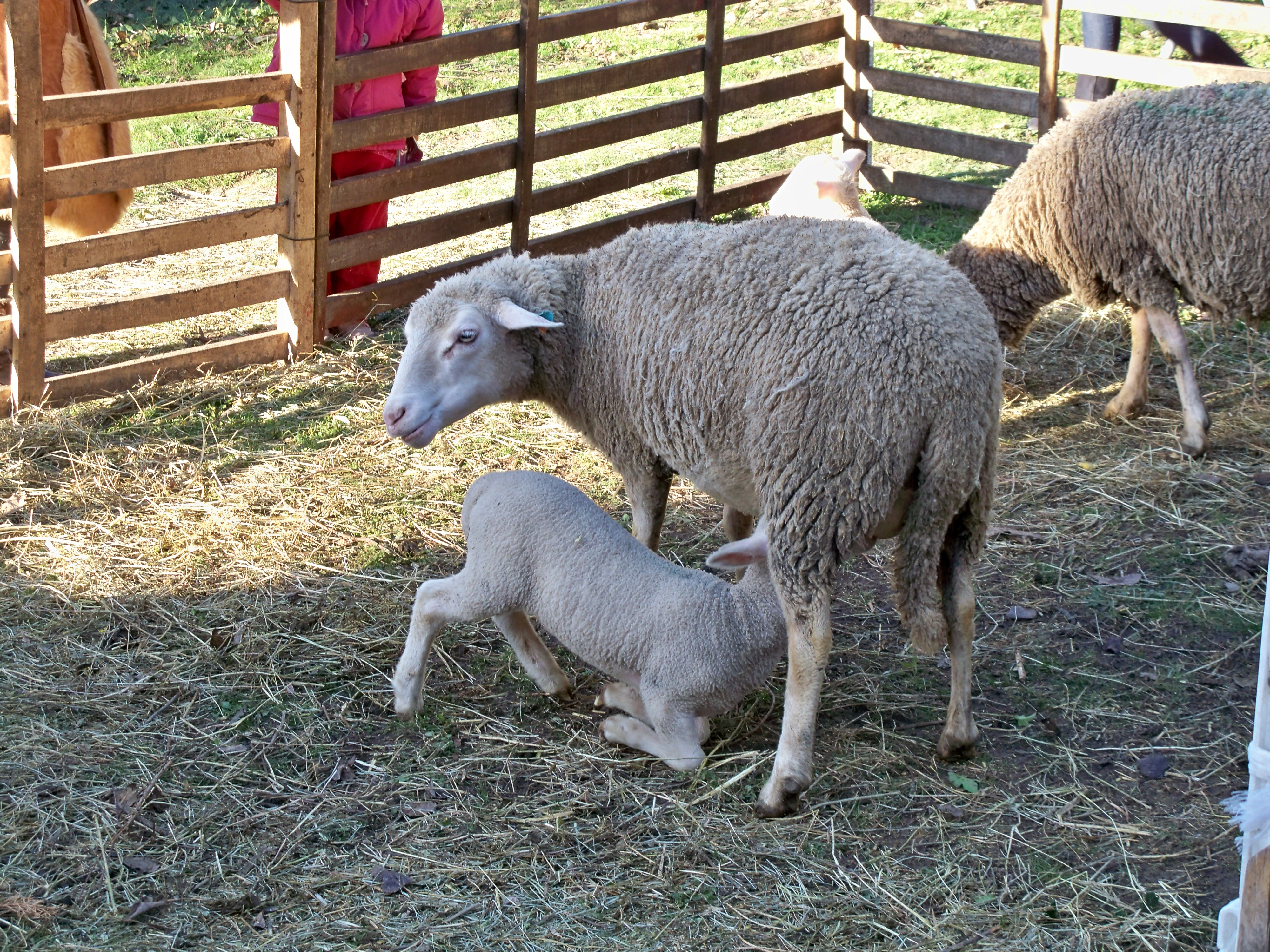
Agneau de Sisteron élevé sous sa mère.
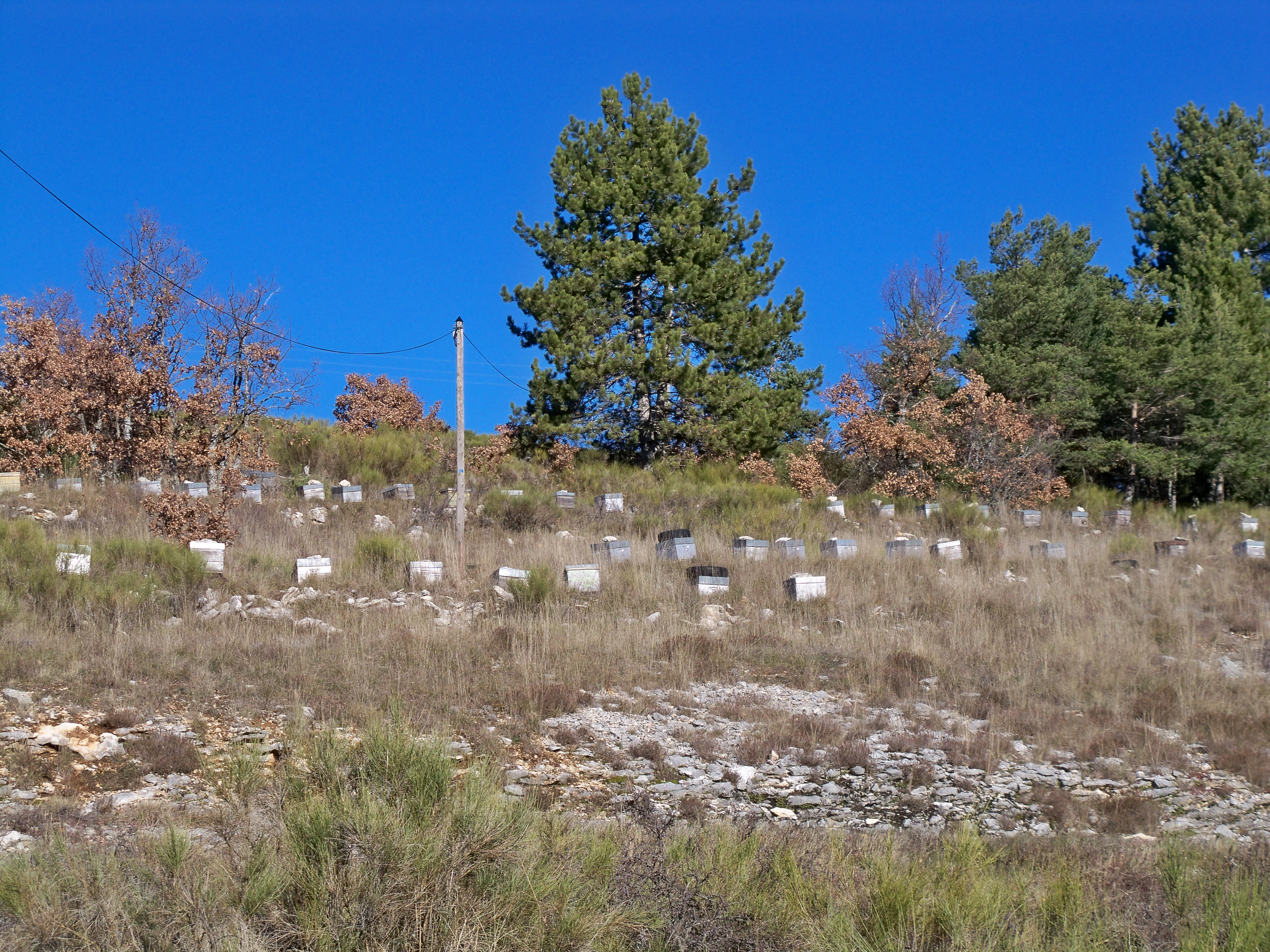
Ruches à la Combe du Pommier.
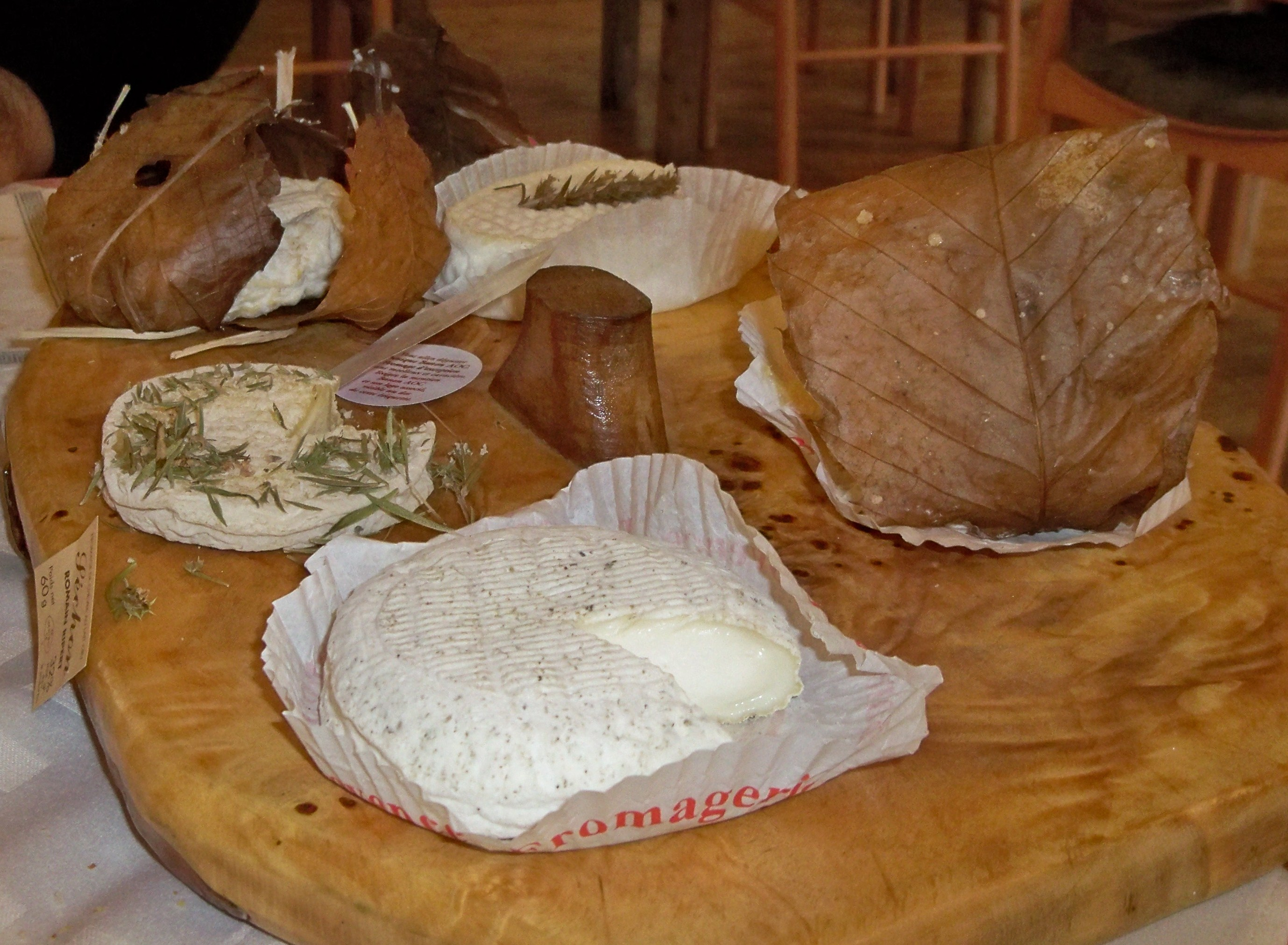
Plateau d'AOC Banon dans un restaurant de Revest-du-Bion.

### Industrie minière
Un gisement de sel gemme de 700 m d'épaisseur est exploité par Géosel. Les poches créées servent à stocker des hydrocarbures.

### Tourisme
L’activité touristique permet l’existence de chambres et table d’hôtes, d’un gîte, (randonnées…).

### Autres activités
Il existe également quelques entreprises ouvertes à l'année (boulangerie "La Mie Do Ré", restaurant "l'OriGine", atelier de fabrication pour artisans du bois…),.

## Culture locale et patrimoine

### Lieux et monuments
Un grand bâtiment rectangulaire, sans partie en saillie (ni tour ni pavillon), est appelé château : il s’agit d’un ancien établissement de bains.
L’église Saint-Martin du début du XIIe siècle, ancien prieuré de Carluc,, est un monument historique inscrit. Sa nef de deux travées voûtées d’arêtes (second état succédant à une voûte en berceau) débouche sur une abside pentagonale à l’extérieur. Menaçant de tomber en ruines en 1965, elle est restaurée à partir de 1967 par son acheteur, Jean-Marie Léouffre (deuxième prix du concours des chefs-d'œuvre en péril) et rouverte au culte. Quelques reliefs ornant le second pilastre nord, de forme très archaïque, sont classés au titre objet et sont datés de la deuxième moitié du XIe siècle. Il peut s’agir d’un remploi.
Le château médiéval, remanié au XIXe siècle, est occupé par la mairie. Il existe d'autres châteaux : Dherbès, Pochetty, Saint-Jean.

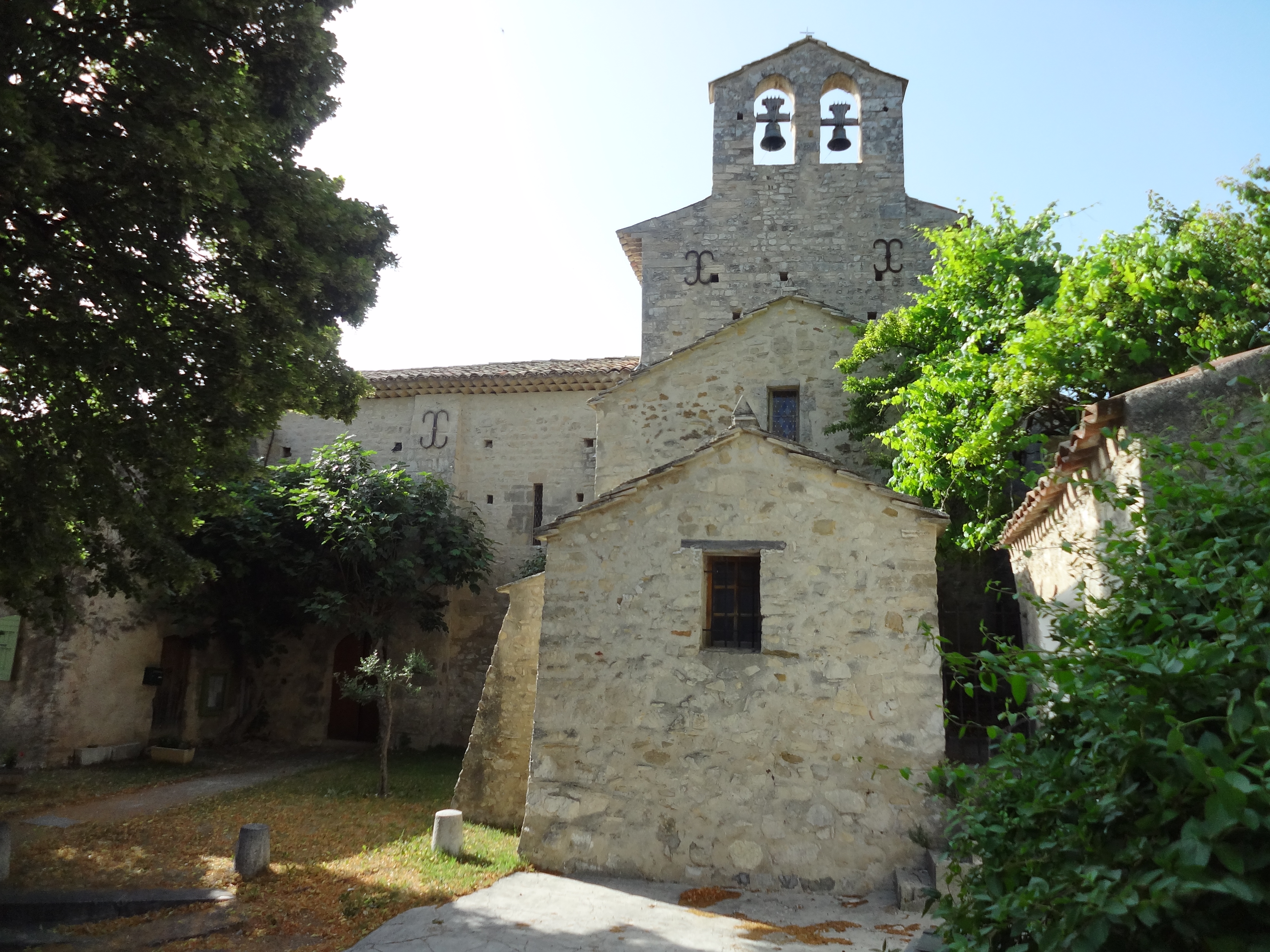
Église paroissiale.
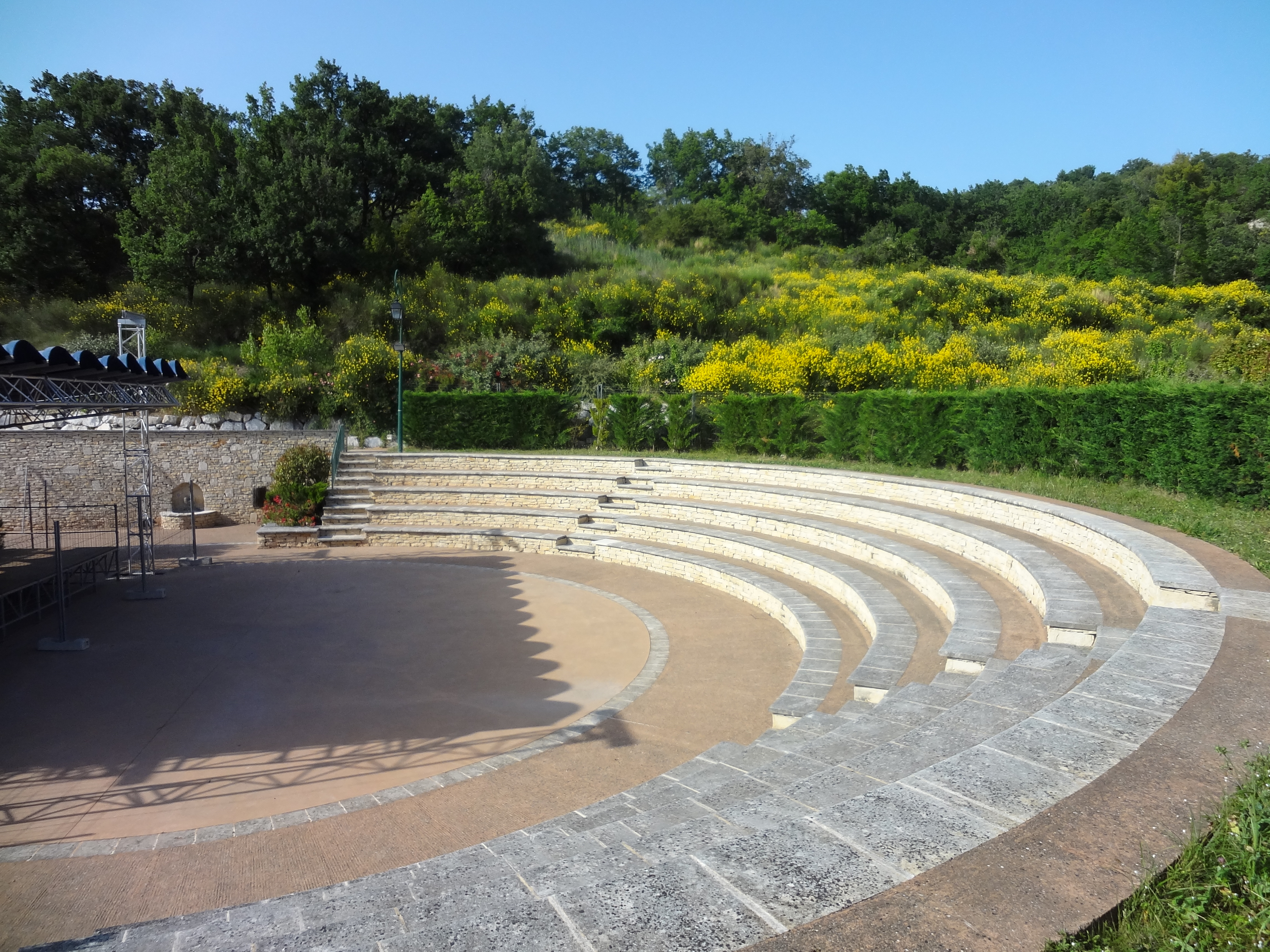
Amphithéâtre de la commune.